# Yoon Jong-hwan
Yoon Jong-hwan (* 16. Februar 1973 in Gwangju) ist ein ehemaliger südkoreanischer Fußballspieler.

## Karriere

### Spieler

#### Klub
Nach seiner Schul- sowie der Universitätsmannschaft wurde Yoon Anfang 1995 in den Kader der Yukong Elephants gedraftet. Hier verblieb er fünf Jahre lang und wechselte danach Anfang 2000 nach Japan zu Cerezo Osaka. Nach dem Ende des Jahres 2002 kehrte er in sein Heimatland zurück und schloss sich hier Seongnam Ilhwa an. In der Spielzeit 2003 wurde er hier mit seiner Mannschaft dann auch erstmals Meister.
Nach dem Titelgewinn wechselte er Anfang 2004 weiter zu Jeonbuk Hyundai, wo er erneut zwei Jahre unter Vertrag war. Ab Januar 2006 führte ihn sein Weg nochmal nach Japan zu Sagan Tosu, wo er bis Ende 2007 spielte. Danach wurde er vertragslos und beendete danach im Frühjahr 2008 auch seine Karriere.

#### Nationalmannschaft
Sein erstes bekanntes Spiel für die südkoreanische Nationalmannschaft war am 4. Februar 1995 bei einem 1:0-Freundschaftsspielsieg über Jugoslawien. Hier stand er in der Startelf und wurde dann zur 68. Minute für Cho Jin-ho ausgewechselt. Nach weiteren Freundschaftsspielen in dem Jahr bekam er 1996 gar keinen Einsatz. Weiter ging es dann Anfang 1997, als er auch in einem Qualifikationsspiel für die Weltmeisterschaft 1998 zum Einsatz kam. Ansonsten folgten aber nur weitere Freundschaftsspiele. Ende 1998 war er auch Teil des Kaders bei den Asienspielen 1998, wo er mit seiner Mannschaft das Viertelfinale erreichte. Sein erstes großes Turnier war dann die Asienmeisterschaft 2000, bei der sein Team es bis ins Halbfinale schaffte. Auch beim Konföderationen-Pokal 2001 war er dabei, erhielt jedoch keinen Einsatz. Danach folgten nur noch Freundschaftsspiele, sein letztes Spiel war somit eine 2:3-Niederlage gegen Frankreich am 26. Mai 2002. Zwar stand er auch im Kader der Mannschaft für die Weltmeisterschaft 2002, er erhielt hier jedoch ebenfalls keinerlei Einsatzzeit.
Zudem war er auch Teil der Mannschaft bei den Olympischen Spielen 1996 in Atlanta.

### Trainer
Er verblieb nach seinem Ende als Spieler gleich bei Sagan Tosu und wurde hier Co-Trainer der U18-Mannschaft. Im Februar 2009 führte ihn sein Weg dann weiter auf gleichem Posten in die erste Mannschaft. Nach weiteren zwei Jahren wurde er im Februar 2011 sogar Cheftrainer und blieb dies auch bis Anfang August 2014. Danach trennten sich die Wege und er wurde Anfang 2015 wieder in seinem Heimatland Trainer, diesmal bei Ulsan Hyundai. Diesen Posten bekleidete er bis November 2016. Anschließend daran kam er aber in Japan wieder bei Cerezo Osaka als Trainer unter, wo er als Spieler schon einige Jahre gespielt hatte. Seine Tätigkeit als Cheftrainer endete dann nach der Saison 2018.
Von April bis Juni 2019 war er kurzzeitig in Thailand Trainer von Muangthong United. Seit der Saison 2020 ist er nun Trainer beim japanischen Zweitligisten JEF United Chiba.